# NCUK
NCUK(The Northern Consortium)는 국제학생들의 영국 대학진학 준비를 돕기 위해 영국 북부의 11개의 대학들이 설립한 교육자선단체이다. NCUK는 1987년에 설립되었으며 25,000명 이상의 학생들을 영국내 대학에 진학시켰다. 

## NCUK 소속 대학교
NCUK는 아래의 대학들에 의해 설립되었고 현재에도 소속되어 있다.
- The University of Bradford
- The University of Huddersfield
- Leeds Beckett University
- The University of Leeds
- Liverpool John Moores University
- The University of Liverpool (파트너쉽 만료)
- Manchester Metropolitan University
- The University of Manchester
- The University of Salford
- Sheffield Hallam University
- The University of Sheffield

참고: NCUK의 설립 대학의 수는 UMIST와 the Victoria University of Manchester의 합병으로 12개에서 11개로 감소했다.
또한, 소속대학 이외에도 NCUK의 자격 증명서가 영국(잉글랜드포함)내 다른 기관에서도 인정되고 있다. NCUK는 아일랜드/북아일랜드와 호주의 대학들과도 함께 일하고 있다.
NCUK와 파트너쉽을 맺은 대학들의 수가 증가하여 새롭게 추가된 영국내의 대학
- Aston University
- The University of Birmingham
- University of Bristol
- Queen Marry University of London
- University of Kent
- Kingston University London
- Lancaster University
- University of Central Lancashire(UCLan)
- Liverpool Hope University
- Cardiff University
- University of Exeter
- Brunel University London
- Keele University

NCUK와 파트너쉽을 맺어 새롭게 추가된 호주 내 대학
- Australian National University (ANU)
- Curtin University
- Deakin University
- LaTrobe University
- Monash University
- Queensland University of Technology
- Royal Melbourne Institute of Technology
- Swinburne University of Technology
- The University of Newcastle, Australia
- The University of Western Australia
- University of Adelaide
- University of Canberra
- University of Melbourne
- University of New South Wales
- University of South Australia
- University of Sydney
- Western Sydney University

NCUK와 파트너쉽을 맺어 새롭게 추가된 뉴질랜드 내 대학
- Auckland University of Technology (AUT)
- The University of Auckland
- University of Canterbury
- Lincoln University
- Massey University
- University of Otago
- Victoria University of Wellington
- University of Waikato

NCUK와 파트너쉽을 맺어 새롭게 추가된 북미 대학
- University of Alberta
- York University
- Adelphi University
- California State University – Humboldt State
- California State University, Monterey Bay
- California State University – San Marcos
- Drew University
- George Mason University
- Louisiana State University
- Oregon State University
- SUNY Oswego
- Suffolk University
- University of Illinois at Chicago
- University of Kansas
- University of South Carolina
- American University of Antigua

## 말레이시아 프로젝트
NCUK는 본래 1987년에 12개 대학의 국제 사무실에 의해 설립되었는데, 그들은 말레이시아정부에서 후원하는 학생들을 위해 학위 프로그램을 고안하고 제공하기 위해 협력했다. 프로그램들은 말레이시아의 경제에 초점을 맞춰서 개발되었으며 학생들이 편입(혹은 전학)을 할 수 있게 수업이 진행되었다. (수업은 공학, 컴퓨터, 약학 그리고 경영학에 초점을 맞췄습니다.) 학생들은 1년간 말레이시아에서 공부를 하고 NCUK 소속대학들중 한 대학 혹은 다른 영국 기관으로 옮겨갔다.
6000명이상의 학생들이 10년간의 프로젝트를 걸쳐서 영국 기관으로 들어갔으며, 이 프로그램을 통해 말레이시아 정부는 학생지원에서 상당한 양의 예산을 절감했다.

## NCUK의 현재
NCUK는 현재 한국,중국,인도,파키스탄,일본,케냐,나이지리아,스리랑카,러시아,아일랜드,콜롬비아,몰타와 영국의 현지 센터와 함께 일하며 프로그램을 전달할 수 있게하고, 학생들이 파트너 쉽을 맺은 대학들로 진학 할 수 있게 도와준다.
NCUK는 이 프로그램을 통과한 모든학생들은 NCUK소속 대학중 한곳에서 자신에 맞는 학부로 진학하는 것을 보장하고 대학들 역시 프로그램에 대한 철저한 조사로 수업의 질을 보장한다. 영국내 대학에 있는 4000개 이상의 학부 프로그램으로 25,000명이상의 학생들이 입학한다.